# Jerry och lejonet
Jerry och lejonet (Jerry and the Lion) är en kortfilm med Tom och Jerry. Den hade premiär den 8 april 1950.

## Handling
Medan katten Tom lyssnar på radio hör han ljud från köket; det är musen Jerry som knycker mat från kylskåpet. Tom försöker få tag i honom, men misslyckas och Jerry gömmer sig i källaren. Tom går därifrån och lyssnar på radio igen. Snart hörs ett meddelande på radion om att ett farligt lejon har rymt från cirkusen och Tom blir rädd. Han stänger alla fönster och sätter en soffa framför dörren och gömmer sig bakom ett bord beväpnad med ett gevär. Även Jerry har hört meddelandet medan han var i källaren, och han stöter snart på lejonet, men lejonet verkar inte alls vara farligt. Det står inte ut med livet på cirkus och vill fara tillbaka Afrika. Jerry lovar att hjälpa till med detta. Men lejonet är hungrigt, så Jerry måste också hitta mat åt lejonet, helst utan att Tom får syn på dem.